# Anne Bartsch (Eishockeyspielerin)
Anne Bartsch (* 22. September 1995 in Zittau) ist eine deutsche Eishockeyspielerin, die für den ECDC Memmingen und die deutsche Frauen-Nationalmannschaft spielt.

## Karriere
Anne Bartsch durchlief zunächst die Nachwuchsteams der Jonsdorfer Falken. Ab 2009 besuchte sie die Sportschule Berlin, kam parallel per Doppellizenz bei den OSC Eisladies Berlin in der Bundesliga zum Einsatz und gewann in ihrem ersten Jahr dort die deutsche Meisterschaft. Mit dem DEB-Pokalsieg folgte 2014 ein weiterer nationaler Titel mit den Berliner Frauen. Nach ihrem Abitur im Jahr 2016 wechselte sie zur Saison 2016/17 zum HV71 Jönköping in Schweden, wo sie von der Abwehrspielerin zur Stürmerin umgeschult wurde. Zudem konnte sie dort erstmals auf höchstem Niveau trainieren und spielen. Anschließend kehrte sie nach Berlin zurück und spielte nun für die Eisbären Juniors Berlin, nach dem die komplette Mannschaft des OSC zu den Eisbären gewechselt war. Bis 2020 absolvierte Bartsch insgesamt 197 Einsätze in der Frauenbundesliga und erzielte dabei 25 Tore.
Seit Oktober 2019 gehört Bartsch zur Sportfördergruppe der Bundeswehr und absolvierte im September 2020 ihre Grundausbildung. Zur Saison 2020/21 entschied sie sich für einen Wechsel zum ECDC Memmingen, um näher am Bundesstützpunkt in Füssen und ihrer Sportfördergruppe zu wohnen. Mit Memmingen gewann sie 2023 und 2024 jeweils den deutschen Meistertitel sowie den EWHL Super Cup 2023.

### International
Ihr Debüt in der deutschen U15-Nationalmannschaft gab Anne Bartsch im Jahr 2010. Im Dezember 2012 folgte der erste Einsatz in der U18-Auswahlmannschaft des Deutschen Eishockeybundes und zwei Jahre später die erstmalige Berufung in die Frauen-Nationalmannschaft. Neben zwei U18-Weltmeisterschaften absolvierte Bartsch bis 2025 insgesamt sechs Weltmeisterschaften.

## Erfolge und Auszeichnungen
- 2010 Deutsche Meisterin mit dem OSC Berlin
- 2011 Gewinn des DEB-Pokals mit dem OSC Berlin
- 2014 Gewinn des DEB-Pokals mit dem OSC Berlin
- 2023 Deutsche Meisterin mit dem ECDC Memmingen
- 2023 Gewinn des EWHL Super Cups mit dem ECDC Memmingen
- 2024 Deutsche Meisterin mit dem ECDC Memmingen

## Karrierestatistik
(Legende zur Spielerstatistik: Sp oder GP = absolvierte Spiele; T oder G = erzielte Tore; V oder A = erzielte Assists; Pkt oder Pts = erzielte Scorerpunkte; SM oder PIM = erhaltene Strafminuten; +/− = Plus/Minus-Bilanz; PP = erzielte Überzahltore; SH = erzielte Unterzahltore; GW = erzielte Siegtore; 1 Play-downs/Relegation; Kursiv: Statistik nicht vollständig)